# مسابقات قهرمانی کشتی آسیا ۲۰۰۰
کشتی قهرمانی آسیا ۲۰۰۰ چهاردهمین دوره از رقابت‌های قهرمانی آسیا می‌باشد که آزاد مردان آن از ۲۶ تا ۲۸ آوریل ۲۰۰۰ در گویلین، چین و رویداد فرنگی مردان و آزاد زنان آن از ۵ تا ۷ مه ۲۰۰۰ در سئول، کره جنوبی برگزار گردید.

## جدول مدال‌ها
| رتبه            | کشور            | طلا | نقره | برنز | مجموع |
| --------------- | --------------- | --- | ---- | ---- | ----- |
| ۱               | ازبکستان        | ۶   | ۳    | ۳    | ۱۲    |
| ۲               | ژاپن            | ۶   | ۲    | ۱    | ۹     |
| ۳               | چین             | ۲   | ۳    | ۵    | ۱۰    |
| ۴               | کرهٔ جنوبی       | ۲   | ۳    | ۳    | ۸     |
| ۵               | قزاقستان        | ۲   | ۲    | ۰    | ۴     |
| ۶               | کرهٔ شمالی       | ۲   | ۰    | ۱    | ۳     |
| ۷               | ایران           | ۱   | ۴    | ۶    | ۱۱    |
| ۸               | قرقیزستان       | ۱   | ۲    | ۰    | ۳     |
| ۹               | تایوان          | ۰   | ۲    | ۱    | ۳     |
| ۱۰              | مغولستان        | ۰   | ۱    | ۱    | ۲     |
| ۱۱              | هند             | ۰   | ۰    | ۱    | ۱     |
| مجموع (۱۱ کشور) | مجموع (۱۱ کشور) | ۲۲  | ۲۲   | ۲۲   | ۶۶    |

## رده‌بندی تیمی
| رتبه | آزاد مردان | آزاد مردان | فرنگی مردان | فرنگی مردان | آزاد زنان | آزاد زنان |
| رتبه | تیم        | امتیاز     | تیم         | امتیاز      | تیم       | امتیاز    |
| ---- | ---------- | ---------- | ----------- | ----------- | --------- | --------- |
| ۱    | ازبکستان   | ۷۶         | کرهٔ جنوبی   | ۵۹          | ژاپن      | ۵۹        |
| ۲    | ایران      | ۵۷         | ایران       | ۵۷          | چین       | ۵۱        |
| ۳    | چین        | ۴۲         | ازبکستان    | ۵۳          | کرهٔ جنوبی | ۴۱        |
| ۴    | ژاپن       | ۳۹         | چین         | ۵۱          | تایوان    | ۳۸        |
| ۵    | کرهٔ جنوبی  | ۳۷         | ژاپن        | ۴۷          | مغولستان  | ۲۶        |
| ۶    | هند        | ۳۷         | قزاقستان    | ۴۵          | قرقیزستان | ۱۵        |
| ۷    | مغولستان   | ۳۵         | قرقیزستان   | ۳۱          | ترکمنستان | ۱۲        |
| ۸    | کره شمالی  | ۳۳         | هند         | ۲۳          |           |           |
| ۹    | قزاقستان   | ۱۸         | سوریه       | ۱۸          |           |           |
| ۱۰   | قرقیزستان  | ۱۸         | مغولستان    | ۱۷          |           |           |

## خلاصه مدال‌ها

### آزاد مردان
| رویداد | طلا                          | نقره                               | برنز                       |
| ۵۴ ک‌گ  | Jin Ju-dong · کرهٔ شمالی      | محمد اصلانی · ایران                | ادهم آچیلف · ازبکستان      |
| ۵۸ ک‌گ  | ری یونگ-سام · کرهٔ شمالی      | دامیر زاخارتدینوف · ازبکستان       | Song Jae-myung · کرهٔ جنوبی |
| ۶۳ ک‌گ  | رامیل اسلامف · ازبکستان      | باک جین-گوک · کرهٔ جنوبی            | Kim Kwang-il · کرهٔ شمالی   |
| ۶۹ ک‌گ  | Igor Kupeev · ازبکستان       | مهدی براتی · ایران                 | سوجیت مان · هند            |
| ۷۶ ک‌گ  | روسلان خینچاگف · ازبکستان    | Tümen-Ölziin Mönkhbayar · مغولستان | مسعود جمشیدی · ایران       |
| ۸۵ ک‌گ  | Rasul Katinovasov · ازبکستان | Bolotbek Omurakunov · قرقیزستان    | Takenori Yokoyama · ژاپن   |
| ۹۷ ک‌گ  | اسلام بایراموکوف · قزاقستان  | Soslan Fraev · ازبکستان            | محمدجواد راسخی · ایران     |
| ۱۳۰ ک‌گ | آرتور تایمازوف · ازبکستان    | Chen Xingqiang · چین               | علیرضا رضایی · ایران       |

### فرنگی مردان
| رویداد | طلا                            | نقره                          | برنز                      |
| ۵۴ ک‌گ  | Ha Tae-yeon · کرهٔ جنوبی        | Askar Zhursymbayev · قزاقستان | حسن رنگرز · ایران         |
| ۵۸ ک‌گ  | علی اشکانی · ایران             | Dilshod Aripov · ازبکستان     | Wang Hui · چین            |
| ۶۳ ک‌گ  | Bakhodir Kurbanov · ازبکستان   | Lee Tae-ho · کرهٔ جنوبی        | Yi Shanjun · چین          |
| ۶۹ ک‌گ  | کاتسوهیکو ناگاتا · ژاپن        | پرویز زیدوند · ایران          | Zhang Xiling · چین        |
| ۷۶ ک‌گ  | Bakhtiyar Baiseitov · قزاقستان | Takamitsu Katayama · ژاپن     | حسین مرعشیان · ایران      |
| ۸۵ ک‌گ  | Raatbek Sanatbayev · قرقیزستان | Seo Sang-myun · کرهٔ جنوبی     | Yury Vitt · ازبکستان      |
| ۹۷ ک‌گ  | پارک وو · کرهٔ جنوبی            | سرگئی ماتوینکو · قزاقستان     | رسول جزینی · ایران        |
| ۱۳۰ ک‌گ | ژائو هایلین · چین              | علیرضا غریبی · ایران          | Shuhrat Sadiev · ازبکستان |

### آزاد زنان
| رویداد | طلا                    | نقره                    | برنز                           |
| ۴۶ ک‌گ  | Shoko Yoshimura · ژاپن | Kao Wei-chien · تایوان  | Chi Lina · چین                 |
| ۵۱ ک‌گ  | هیتومی اوبارا · ژاپن   | Yin Min · چین           | Chang Wen-hsia · تایوان        |
| ۵۶ ک‌گ  | Mariko Shimizu · ژاپن  | Lin Chin-miao · تایوان  | Cao Haiying · چین              |
| ۶۲ ک‌گ  | Ayako Shoda · ژاپن     | Meng Lili · چین         | Seo Mi-suk · کرهٔ جنوبی         |
| ۶۸ ک‌گ  | Tomoe Miyamoto · ژاپن  | Yana Panova · قرقیزستان | Jung Yeon-hee · کرهٔ جنوبی      |
| ۷۵ ک‌گ  | Jiang Xueyan · چین     | Taeko Tomioka · ژاپن    | Choijidyn Davaabond · مغولستان |

## کشورهای شرکت‌کننده

### آزاد مردان
۸۴ ورزشکار از ۱۶ کشور به رقابت پرداختند.
| - چین (۸) - تایوان (۴) - هند (۸) - اندونزی (۲) - ایران (۸) - ژاپن (7) | - قزاقستان (۴) - قرقیزستان (۵) - مالزی (۲) - مغولستان (۶) - کره شمالی (۴) - پاکستان (3) | - کرهٔ جنوبی (۸) - سوریه (۳) - ازبکستان (۸) - ویتنام (۴) |

### فرنگی مردان
۸۴ ورزشکار از ۱۵ کشور به رقابت پرداختند.
| - چین (۸) - تایوان (۷) - هند (۷) - اندونزی (۴) - ایران (۸) | - ژاپن (۸) - قزاقستان (۸) - قرقیزستان (۵) - مغولستان (۵) - کرهٔ جنوبی (۸) | - سوریه (۴) - تاجیکستان (۱) - ترکمنستان (۲) - ازبکستان (۸) - یمن (۱) |

### آزاد زنان
۳۱ ورزشکار از ۷ کشور به رقابت پرداختند.
| - چین (۶) - تایوان (۵) - ژاپن (۶) | - قرقیزستان (۲) - مغولستان (۴) - کرهٔ جنوبی (۶) | - ترکمنستان (۲) |